# Coespeletia palustris
Espèce
Classification APG III (2009)
Coespeletia palustris est une espèce de plantes à fleurs de la famille des Asteraceae, endémique du Venezuela et décrite en 2013.